# Arilena Ara
Arilena Ara (født 17. juli 1998) er en albansk sangerinde, der skulle have repræsenteret Albanien ved Eurovision Song Contest 2020 i Rotterdam. Eurovision Song Contest 2020 blev imidlertid aflyst på grund af COVID-19-pandemien.

## Diskografi

### Albums
- Pop Art (2021)[2]

### Singler

#### Som lead artist
| "Aeroplan"                                                                        | 2014 | N/A | — | —  | — | Non-album single |
| "Business Class"                                                                  | 2014 | N/A | — | —  | — | Non-album single |
| "Vegim"                                                                           | 2015 | N/A | — | —  | — | Non-album single |
| "Toke Rroke"                                                                      | 2016 | —   | — | —  | — | Non-album single |
| "Nëntori"                                                                         | 2016 | —   | — | 38 | 1 | Non-album single |
| "I'm Sorry"                                                                       | 2017 | —   | — | —  | — | Non-album single |
| "Snow in December"                                                                | 2017 | 14  | — | —  | — | Non-album single |
| "Silver and Gold"                                                                 | 2017 | —   | — | —  | — | Non-album single |
| "Zemër"                                                                           | 2017 | —   | — | —  | — | Non-album single |
| "I'll Give You My Heart"                                                          | 2018 | —   | — | —  | — | Non-album single |
| "Doja" (featuring Flori Mumajesi)                                                 | 2019 | —   | — | —  | — | Non-album single |
| "Shaj"                                                                            | 2019 | —   | — | —  | — | Non-album single |
| "Fall from the Sky"                                                               | 2020 | —   | — | —  | — | Non-album single |
| "Murderer" (featuring Noizy)                                                      | 2021 | —   | — | —  | — | Pop Art          |
| "Aligator"                                                                        | 2021 | 5   | — | —  | — | Pop Art          |
| "Thirr Policinë" (featuring Dafina Zeqiri)                                        | 2021 | 6   | — | —  | — | Pop Art          |
| "Ke me mungu"                                                                     | 2021 | 1   | — | —  | — | Pop Art          |
| "Dashuria ime"                                                                    | 2022 | —   | — | —  | — | Non-album single |
| "—" denotes a recording that did not chart or was not released in that territory. |      |     |   |    |   |                  |

1. ↑  "Nëntori" did not enter the Tophit chart but both official remixes, including "Nentori (Beverly Pills Remix)" and "Nentori (Bess Remix)", peaked at number 1 and 16, respectively, in the Commonwealth of Independent States.
2. ↑  "Silver and Gold" did not enter the Tophit chart but the official remix "Silver & Gold (Going Deeper Remix)" peaked at number 139 in Commonwealth of Independent States.

#### Som featured artist
| "Nallane 3" (Flori Mumajesi featuring Arilena and Dj Vicky)                       | 2017 | —  | — | Non-album single |
| "Last train to Paris" (KDDK featuring Arilena)                                    | 2018 | 32 | 1 | Non-album single |
| "A i sheh" (Alban Skënderaj featuring Arilena)                                    | 2020 | 29 | — | Non-album single |
| "—" denotes a recording that did not chart or was not released in that territory. |      |    |   |                  |

### Andre sange
| "E gjallë"                                                                        | 2021 | 2  | Pop Art The Album |
| "Dance Me" (featuring Gjon's Tears)                                               | 2021 | 10 | Pop Art The Album |
| "—" denotes a recording that did not chart or was not released in that territory. |      |    |                   |